# Куфос
Куфос или Порто Куфо (грч. Κουφός) је приморско насељено место у општини Ситонија у периферији Средишња Македонија, Грчка. Према попису из 2021. године било је 80 становника. Куфос је најбезбеднија и највећа по дубини природна лука у Грчкој.
Насеље је подигнуто после Грчког грађанског рата и први пут се помиње на попису из 1961. године са 81 становником.